# Podosordaria leporina
Podosordaria leporina är en svampart som först beskrevs av Ellis & Everh., och fick sitt nu gällande namn av Dennis 1957. Podosordaria leporina ingår i släktet Podosordaria och familjen kolkärnsvampar.   Inga underarter finns listade i Catalogue of Life.